# Классификация секретной информации в России
Система классификации секретной информации, действующая в Российской Федерации в настоящее время, установлена Законом Российской Федерации «О государственной тайне» № 5485-1 от 21 июля 1993 года. Этот закон, претерпевший несколько редакций, устанавливает систему классификации, очерчивает круг сведений, подлежащих и не подлежащих засекречиванию, порядок засекречивания и рассекречивания, допуск лиц к секретной информации, а также меры, применяемые для защиты государственной тайны.

## Защита государственной тайны в Российской Федерации
Государственные органы, руководители которых уполномочены относить информацию к государственной тайне, разрабатывают в пределах своей компетенции подробные перечни информации, подлежащей засекречиванию. Руководствуясь этими списками, составители определяют степень секретности информации, устанавливают секретность разрабатываемых ими (носителями) документов и меры к их применению.
Законом «О государственной тайне» запрещается обозначать как государственную тайну и засекречивать следующие типы информации:
- о чрезвычайных ситуациях и катастрофах, угрожающих безопасности и здоровью граждан, и их последствиях, а также о стихийных бедствиях, их официальных прогнозах и последствиях;
- о состоянии окружающей среды, здравоохранении, санитарии, демографии, образовании, культуре, сельском хозяйстве и уровне преступности;
- о льготах, компенсациях и социальных гарантиях, предоставляемых государством гражданам, должностным лицам, предприятиям, учреждениям и организациям;
- о нарушениях прав и свобод человека и гражданина;
- о размере золотовалютных резервов и государственных валютных резервов Российской Федерации;
- о состоянии здоровья высших должностных лиц Российской Федерации;
- о любых нарушениях закона государственными органами и их должностными лицами.

На протяжении большей части 20-го века классификация в России включала топографические карты, которые полностью не классифицируются как государственная тайна в большинстве других стран. После распада Советского Союза, карты масштаба 1:100,000 и менее были рассекречены, но карты большего масштаба по-прежнему считались государственной тайной. Это вызвало ряд проблем для разработчиков ГИС и навигационного программного обеспечения, и многие иностранные туристы полагались на карты военного времени, подготовленные немцами (например, территория Кавказа). Примерно в 2010 году был начат процесс рассекречивания карт большего масштаба (до 1:50,000).

## Система классификации
Согласно статье 8 закона «О государственной тайне», уровень секретности информации должен соответствовать степени тяжести ущерба, который может быть нанесён безопасности государства вследствие распространения указанных сведений. В настоящее время существует три уровня секретности и соответствующие им грифы секретности: секретные, совершенно секретные, особой важности.
Отнесение секретных сведений к тому или иному уровню секретности регулируется постановлением Правительства Российской Федерации № 870 от 4 сентября 1995 года «Об утверждении правил отнесения сведений, составляющих государственную тайну, к различным степеням секретности», которое так классифицирует информацию:
- особой важности: к сведениям особой важности следует относить сведения в области военной, внешнеполитической, экономической, научно-технической, разведывательной, контрразведывательной и оперативно-розыскной деятельности, распространение которых может нанести ущерб интересам Российской Федерации в одной или нескольких из перечисленных областей. Эквивалент в США[5]: TOP SECRET
- совершенно секретные: к совершенно секретным сведениям следует относить сведения в области военной, внешнеполитической, экономической, научно-технической, разведывательной, контрразведывательной и оперативно-розыскной деятельности, распространение которых может нанести ущерб интересам министерства (ведомства) или отрасли экономики Российской Федерации в одной или нескольких из перечисленных областей. Эквивалент в США[5]: SECRET

- секретные: к секретным сведениям следует относить все иные сведения из числа сведений, составляющих государственную тайну. Ущербом безопасности Российской Федерации в этом случае считается ущерб, нанесённый интересам предприятия, учреждения или организации в военной, внешнеполитической, экономической, научно-технической, разведывательной, контрразведывательной или оперативно-розыскной области деятельности. Эквивалент в США[5]: CONFIDENTIAL

Ограниченный доступ (потенциально конфиденциальная), но не секретная информация
- ДСП (Для служебного пользования). Эквивалент в США: FOR OFFICIAL USE ONLY (FOUO) или RESTRICTED

ДСП не являются государственной тайной.

## Маркировка носителей информации
После отнесения сведений к определённому уровню секретности на носители информации, содержащие государственную тайну, наносятся следующие реквизиты:
- степень секретности содержащихся в носителе сведений со ссылкой на соответствующий пункт действующего в данном органе государственной власти, на данном предприятии, в данных учреждении и организации перечня сведений, подлежащих засекречиванию;
- сведения об органе государственной власти, о предприятии, об учреждении, организации, осуществивших засекречивание носителя;
- регистрационный номер;
- дата или условия рассекречивания сведений либо о событии, после наступления которого сведения будут рассекречены.

Помимо данных реквизитов на носителе или в сопроводительной документации могут проставляться дополнительные отметки, определяющие полномочия должностных лиц по ознакомлению с содержащимися сведениями. Вид и порядок проставления дополнительных отметок и других реквизитов определяются нормативными документами, утверждаемыми Правительством Российской Федерации.
При невозможности нанесения таких реквизитов на сам носитель, эти данные указываются в сопроводительной документации на этот носитель.
Если носитель содержит части, относящиеся к различным степеням секретности, то каждой из этих частей присваивается соответствующий гриф секретности, а всему носителю присваивается гриф секретности, соответствующий наивысшему грифу частей носителя.

## Рассекречивание информации
Основаниями для рассекречивания сведений, составляющих государственную тайну (то есть снятия ограничений на их распространение), являются:
- соблюдение международных обязательств Российской Федерации в рамках открытого обмена информацией, составляющей государственную тайну Российской Федерации;
- изменение объективных обстоятельств, в результате которых дальнейшая защита сведений, составляющих государственную тайну, становится нецелесообразной.

Срок засекречивания сведений, составляющих государственную тайну, не должен превышать 30 лет. В исключительных случаях этот срок может быть продлён по заключению межведомственной комиссии по защите государственной тайны.

## Ограничения
Лица, допущенные к информации со степенью «Совершенно секретно» или «особая важность», могут быть ограничены в своих конституционных правах. Такие ограничения могут устанавливаться органами безопасности только в индивидуальном порядке на основании выводов об осведомлённости отдельных лиц в информации, составляющей государственную тайну.

## Должностные лица, которые считаются допущенными к государственной тайне
Перечень должностей, при замещении которых лица считаются допущенными к государственной тайне, утверждён распоряжением Президента Российской Федерации от 15 января 2010 года № 24-рп
1. Председатель Правительства Российской Федерации
2. Генеральный прокурор Российской Федерации
3. Руководитель Администрации Президента Российской Федерации
4. Секретарь Совета Безопасности Российской Федерации
5. Первый заместитель Председателя Правительства Российской Федерации
6. Заместитель Председателя Правительства Российской Федерации
7. Заместитель Председателя Правительства Российской Федерации — Министр финансов Российской Федерации
8. Заместитель Председателя Правительства Российской Федерации — Руководитель Аппарата Правительства Российской Федерации
9. Председатель Следственного комитета Российской Федерации
10. Федеральный министр
11. Председатель Центральной избирательной комиссии Российской Федерации
12. Председатель Счётной палаты Российской Федерации
13. Председатель Центрального банка Российской Федерации
14. Президент Российской академии наук
15. Руководитель (директор) федеральной службы
16. Руководитель (директор) федерального агентства
17. Высшее должностное лицо (руководитель высшего исполнительного органа государственной власти) субъекта Российской Федерации
18. Уполномоченный по правам человека в Российской Федерации
19. Руководитель организации, наделённой в соответствии с федеральным законом полномочиями осуществлять от имени Российской Федерации государственное управление в установленной сфере деятельности.

## Должностные лица, обладающие нужной информацией, для отнесения его к государственной тайне Российской Федерации

### 1994—1997
Распоряжением Президента Российской Федерации от 11 февраля 1994 г. № 73-р «утверждён перечень должностных лиц органов государственной власти, наделённых полномочиями по отнесению сведений к государственной тайне»:
1. Министр Российской Федерации по атомной энергии
2. Министр Российской Федерации по делам гражданской обороны, чрезвычайным ситуациям и ликвидации последствий стихийных бедствий
3. Министр внешних экономических связей Российской Федерации
4. Министр внутренних дел Российской Федерации
5. Министр здравоохранения и медицинской промышленности Российской Федерации
6. Министр иностранных дел Российской Федерации
7. Министр науки и технической политики Российской Федерации
8. Министр обороны Российской Федерации
9. Министр охраны окружающей среды и природных ресурсов Российской Федерации
10. Министр путей сообщения Российской Федерации
11. Министр связи Российской Федерации
12. Министр сельского хозяйства и продовольствия Российской Федерации
13. Министр строительства Российской Федерации (введён распоряжением Президента РФ от 21.06.96 № 333-рп)
14. Министр топлива и энергетики Российской Федерации
15. Министр транспорта Российской Федерации
16. Министр финансов Российской Федерации
17. Министр экономики Российской Федерации
18. Председатель Госкомвуза России
19. Председатель Госкомпрома России
20. Председатель Госкомоборонпрома России
21. Председатель ГТК России
22. Председатель ГКВТП России (введён распоряжением Президента РФ от 21.06.96 № 333-рп)
23. Председатель Роскомзема (введён распоряжением Президента РФ от 21.06.96 № 333-рп)
24. Председатель Роскомнедр
25. Председатель Роскомрезерва
26. Председатель Роскомдрагмета
27. Председатель Комитета при Президенте Российской Федерации по политике информатизации
28. Руководитель Росгидромета (введён распоряжением Президента РФ от 27.06.94 № 331-рп)
29. Председатель Роскоммаша
30. Председатель Роскомметаллургии
31. Председатель Госстандарта России
32. Председатель Роскомхимнефтепрома
33. Руководитель Роскартографии
34. Директор ФСК России
35. Директор СВР России
36. Генеральный директор ФАПСИ
37. Руководитель Администрации Президента Российской Федерации (введён распоряжением Президента РФ от 06.06.96 № 290-рп)
38. Директор Департамента налоговой полиции Российской Федерации
39. Генеральный директор РКА
40. Председатель Гостехкомиссии России
41. Начальник ГУО России
42. Начальник Службы безопасности Президента Российской Федерации
43. Главнокомандующий Пограничными войсками Российской Федерации (введён распоряжением Президента РФ от 27.06.94 № 331-рп)
44. Председатель Банка России
45. Руководитель Росгидромета (введён распоряжением Президента РФ от 27.06.94 № 331-рп)
46. Министр строительства Российской Федерации (введён распоряжением Президента РФ от 21.06.96 № 333-рп)
47. Председатель ГКВТП России (введён распоряжением Президента РФ от 21.06.96 № 333-рп)

### 1997—2000
Распоряжением Президента Российской Федерации от 30 мая 1997 г. № 226-рп «утверждён перечень должностных лиц органов государственной власти, наделённых полномочиями по отнесению сведений к государственной тайне»:
1. Министр Российской Федерации по атомной энергии
2. Министр внешних экономических связей и торговли Российской Федерации (распоряжением Президента РФ от 23.07.98 исключён из списка)
3. Министр внутренних дел Российской Федерации
4. Министр Российской Федерации по делам гражданской обороны, чрезвычайным ситуациям и ликвидации последствий стихийных бедствий
5. Министр здравоохранения Российской Федерации
6. Министр Российской Федерации по земельной политике, строительству и жилищно-коммунальному хозяйству (введён распоряжением Президента РФ от 23.07.98 № 280-рп, исключён распоряжением Президента РФ от 23.01.99 № 12-р)
7. Министр иностранных дел Российской Федерации
8. Министр науки и технологий Российской Федерации
9. Министр общего и профессионального образования Российской Федерации
10. Министр обороны Российской Федерации
11. Министр природных ресурсов Российской Федерации
12. Министр промышленности и торговли Российской Федерации (введён распоряжением Президента РФ от 23.07.98 № 280-рп, исключён распоряжением Президента РФ от 23.01.99 № 12-р)
13. Министр путей сообщения Российской Федерации
14. Министр сельского хозяйства и продовольствия Российской Федерации
15. Министр топлива и энергетики Российской Федерации
16. Министр торговли Российской Федерации (введён распоряжением Президента РФ от 23.01.99 № 12-рп)
17. Министр транспорта Российской Федерации
18. Министр финансов Российской Федерации
19. Министр экономики Российской Федерации
20. Министр юстиции Российской Федерации (введён распоряжением Президента РФ от 23.01.99 № 12-рп)
21. Председатель Госстроя России (исключён распоряжением Президента РФ от 23.07.98 № 280-п, вновь внесён Указом Президента РФ от 23.01.99 № 12-п)
22. Председатель Госкомрезерва России
23. Председатель Госкомзема России (исключён распоряжением Президента РФ от 23.07.98 № 280-п, вновь внесён Указом Президента РФ от 23.01.99 № 12-п)
24. Председатель Госкомэкологии России
25. Председатель Госкомсвязи России
26. Председатель Госстандарта России (исключён распоряжением Президента РФ от 23.07.98 № 280-п, вновь внесён Указом Президента РФ от 23.01.99 № 12-п)
27. Председатель ГТК России
28. Директор ФПС России
29. Директор ФСБ России
30. Директор СВР России
31. Руководитель Роскартографии (исключён распоряжением Президента РФ от 23.07.98 № 280-п, вновь внесён Указом Президента РФ от 23.01.99 № 12-п)
32. Директор ФСНП России
33. Руководитель ФСО России
34. Руководитель Росгидромета (исключён распоряжением Президента РФ от 23.07.98 № 280-п, вновь внесён Указом Президента РФ от 23.01.99 № 12-п)
35. Генеральный директор РКА
36. Генеральный директор ФАПСИ
37. Руководитель Администрации Президента Российской Федерации
38. Начальник Главного управления специальных программ Президента Российской Федерации
39. Председатель Гостехкомиссии России
40. Председатель Банка России

### 2000—2005
Распоряжением Президента Российской Федерации от 17 января 2000 г. № 6-пн «утверждён перечень должностных лиц органов государственной власти, наделённых полномочиями по отнесению сведений к государственной тайне»:
1. Министр Российской Федерации по атомной энергии
2. Министр внутренних дел Российской Федерации
3. Министр Российской Федерации по делам гражданской обороны, чрезвычайным ситуациям и ликвидации последствий стихийных бедствий
4. Министр здравоохранения Российской Федерации
5. Министр иностранных дел Российской Федерации
6. Министр науки и технологий Российской Федерации (исключён распоряжением Президента РФ от 26.09.2000 № 419-рп)
7. Министр обороны Российской Федерации
8. Министр образования Российской Федерации
9. Министр природных ресурсов Российской Федерации
10. Министр промышленности, науки и технологий Российской Федерации (введён распоряжением Президента РФ от 26.09.2000 № 419-рп)
11. Министр путей сообщения Российской Федерации
12. Министр Российской Федерации по связи и информатизации
13. Министр сельского хозяйства Российской Федерации (введён распоряжением Президента РФ от 26.09.2000 № 419-рп)
14. Министр сельского хозяйства и продовольствия Российской Федерации (исключён распоряжением Президента РФ от 26.09.2000 № 419-рп)
15. Министр топлива и энергетики Российской Федерации (исключён распоряжением Президента РФ от 26.09.2000 № 419-рп)
16. Министр торговли Российской Федерации (исключён распоряжением Президента РФ от 26.09.2000 № 419-рп)
17. Министр транспорта Российской Федерации
18. Министр финансов Российской Федерации
19. Министр экономики Российской Федерации (исключён распоряжением Президента РФ от 26.09.2000 № 419-рп)
20. Министр экономического развития и торговли Российской Федерации (введён распоряжением Президента РФ от 26.09.2000 № 419-рп)
21. Министр энергетики Российской Федерации (введён распоряжением Президента РФ от 26.09.2000 № 419-рп)
22. Министр юстиции Российской Федерации
23. Председатель Госстандарта России
24. Председатель Госстроя России
25. Председатель ГТК России
26. Директор СВР России
27. Руководитель Росземкадастра (введён распоряжением Президента РФ от 26.09.2000 № 419-рп)
28. Руководитель Роскартографии
29. Руководитель Росгидромета
30. Директор ФСБ России
31. Директор Федеральной службы налоговой полиции России (исключён распоряжением Президента РФ от 25.11.2003 № 1389)
32. Руководитель ФСО России
33. Директор ФПС России
34. Генеральный директор РАВ (введён распоряжением Президента РФ от 26.09.2000 № 419-рп)
35. Генеральный директор РАСУ
36. Генеральный директор Росавиакосмоса
37. Генеральный директор Росбоеприпасов
38. Генеральный директор Россудостроения
39. Генеральный директор Росрезерва
40. Генеральный директор ФАПСИ
41. Начальник ГУСПа
42. Председатель Гостехкомиссии России
43. Руководитель Администрации Президента Российской Федерации
44. Председатель Банка России
45. Директор ГФС России (введён распоряжением Президента РФ от 19.06.2001 № 325-рп)
46. Председатель КВТС России (введён распоряжением Президента РФ от 14.02.2002 № 64-рп)
47. Председатель Госнаркоконтроля России (введён Указом Президента РФ от 25.11.2003 № 1389)

### С 2005 года
Распоряжением Президента Российской Федерации от 16 апреля 2005 г. № 151-рп утверждён перечень должностных лиц органов государственной власти (в соответствии с Указом Президента РФ от 8 апреля 2008 г. № 460 — государственные ведомства и организации), наделённых полномочиями по отнесению сведений к государственной тайне:
1. Руководитель Администрации Президента Российской Федерации
2. Заместитель Председателя Правительства Российской Федерации — Руководитель Аппарата Правительства Российской Федерации (введён распоряжением Президента РФ от 01.11.2008 № 654-рп)
3. Заместитель Председателя Правительства — Министр финансов Российской Федерации (введён распоряжением Президента РФ от 01.11.2008 № 654-рп; исключён распоряжением Президента РФ от 02.04.2012 № 120-рп)
4. Министр внутренних дел Российской Федерации
5. Министр Российской Федерации по делам гражданской обороны, чрезвычайным ситуациям и ликвидации последствий стихийных бедствий
6. Министр иностранных дел Российской Федерации
7. Министр обороны Российской Федерации
8. Министр юстиции Российской Федерации
9. Руководитель Администрации Российской Федерации — Министр Российской Федерации (исключён распоряжением Президента РФ от 01.11.2008 № 654-рп)
10. Министр здравоохранения Российской Федерации (в редакции распоряжением Президента РФ от 27.10.2012 № 493-рп)
11. Министр науки и высшего образования Российской Федерации (в редакции распоряжением Президента РФ от 14.01.2019 № 3-рп)
12. Министр природных ресурсов и экологии Российской Федерации (в редакции с указом Президента РФ от 01.11.2008 № 654-п)
13. Министр промышленности и торговли Российской Федерации (в редакции распоряжением Президента РФ от 01.11.2008 № 654-рп)
14. Министр сельского хозяйства Российской Федерации
15. Министр транспорта Российской Федерации
16. Министр цифрового развития, связи и массовых коммуникаций Российской Федерации (в редакции распоряжением Президента РФ от 13.11.2018 № 336-рп)
17. Министр строительства и жилищно-коммунального хозяйства Российской Федерации (введён распоряжением Президента РФ от 28.05.2015 № 156-рп)
18. Министр финансов Российской Федерации (в редакции распоряжением Президента РФ от 25.03.2021 № 75-рп)
19. Министр экономического развития Российской Федерации (в редакции распоряжением Президента РФ от 01.11.2008 № 654-рп)
20. Министр энергетики Российской Федерации (в редакции распоряжением Президента РФ от 01.11.2008 № 654-рп)
21. Председатель Банка России
22. Директор ГФС России
23. Директор СВР России
24. Директор ФСБ России
25. Директор Росгвардии — главнокомандующий войсками национальной гвардии Российской Федерации (введён распоряжением Президента РФ от 17.04.2017 № 128-рп)
26. Директор ФСВТС России (введён распоряжением Президента РФ от 28.02.2009 № 124-рп)
27. Директор ФСКН России (исключён распоряжением Президента РФ от 17.04.2017 № 128-рп)
28. Руководитель ФМС России (исключён распоряжением Президента РФ от 17.04.2017 № 128-рп)
29. Директор ФСО России
30. Начальник ГУСПа
31. Глава Гидромета (исключён распоряжением Президента РФ от 01.11.2008 № 654-рп)
32. Глава Росатома (исключён распоряжением Президента РФ от 01.11.2008 № 654-рп)
33. Руководитель Роскосмоса (исключён распоряжением Президента РФ от 28.02.2016 № 30-рп)
34. Директор ФСТЭК России
35. Руководитель ФТС России (введён распоряжением Президента РФ от 12.10.2007 № 570-рп)
36. Генеральный директор Государственной корпорации по атомной энергии «Росатом» (введён Указом Президента РФ от 08.04.2008 № 460)
37. Генеральный директор Государственной корпорации по космической деятельности «Роскосмос» (введён Указом Президента РФ от 28.02.2016 № 30-рп)
38. Директор Росфинмониторинга (в редакции распоряжением Президента РФ от 27.10.2012 № 493-рп)
39. Руководитель Роспотребнадзора (введён распоряжением Президента РФ от 10.10.2016 № 306-рп)
40. Руководитель ФАНО России (исключён распоряжением Президента РФ от 14.01.2019 № 3-рп)
41. Руководитель Росрезерва (введён распоряжением Президента РФ от 22.12.2017 № 450-рп)
42. Руководитель Росреестра (введён распоряжением Президента РФ от 25.03.2021 № 75-рп)
43. Руководитель ФМБА России (введён распоряжением Президента РФ от 25.03.2021 № 75-рп)